# Puyuma

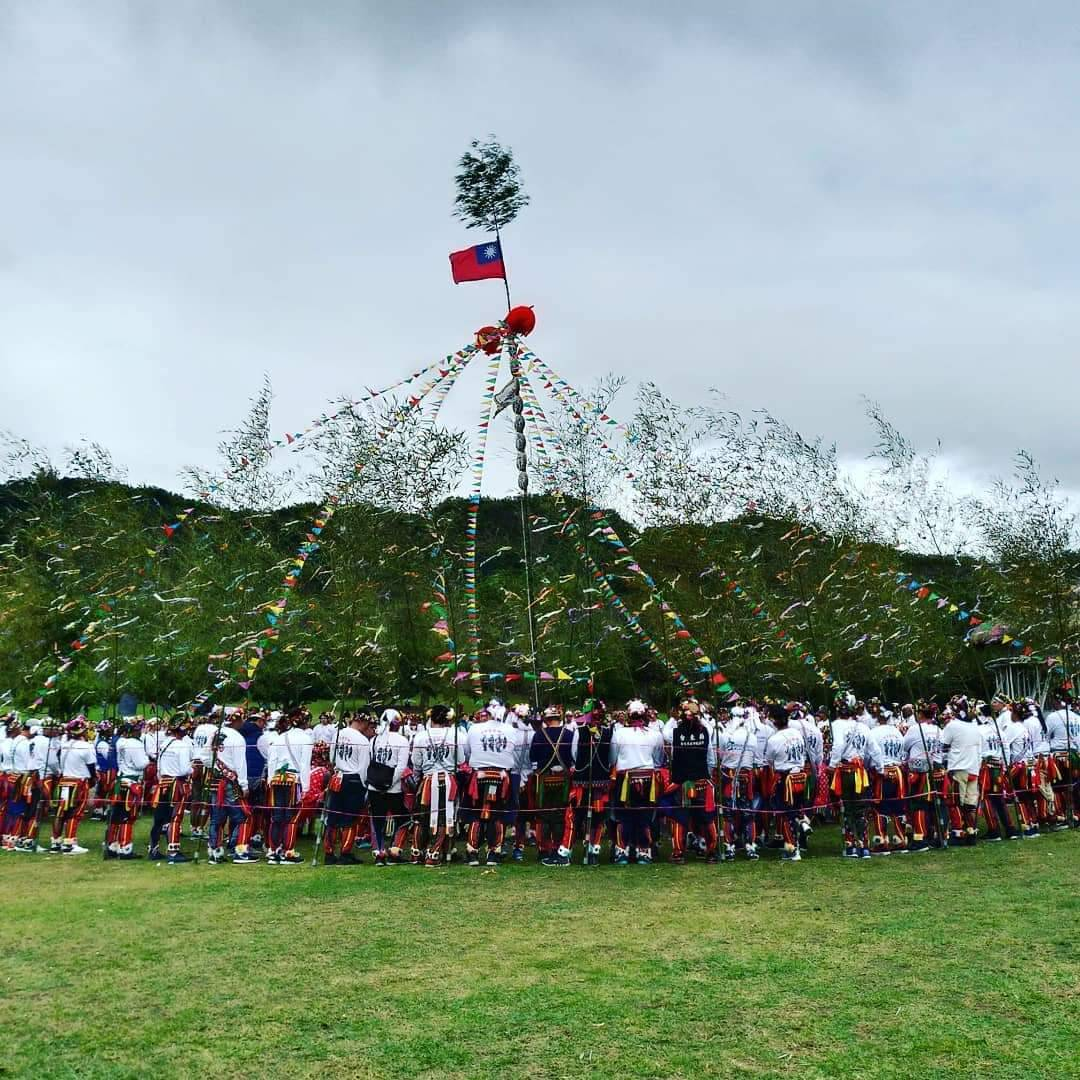

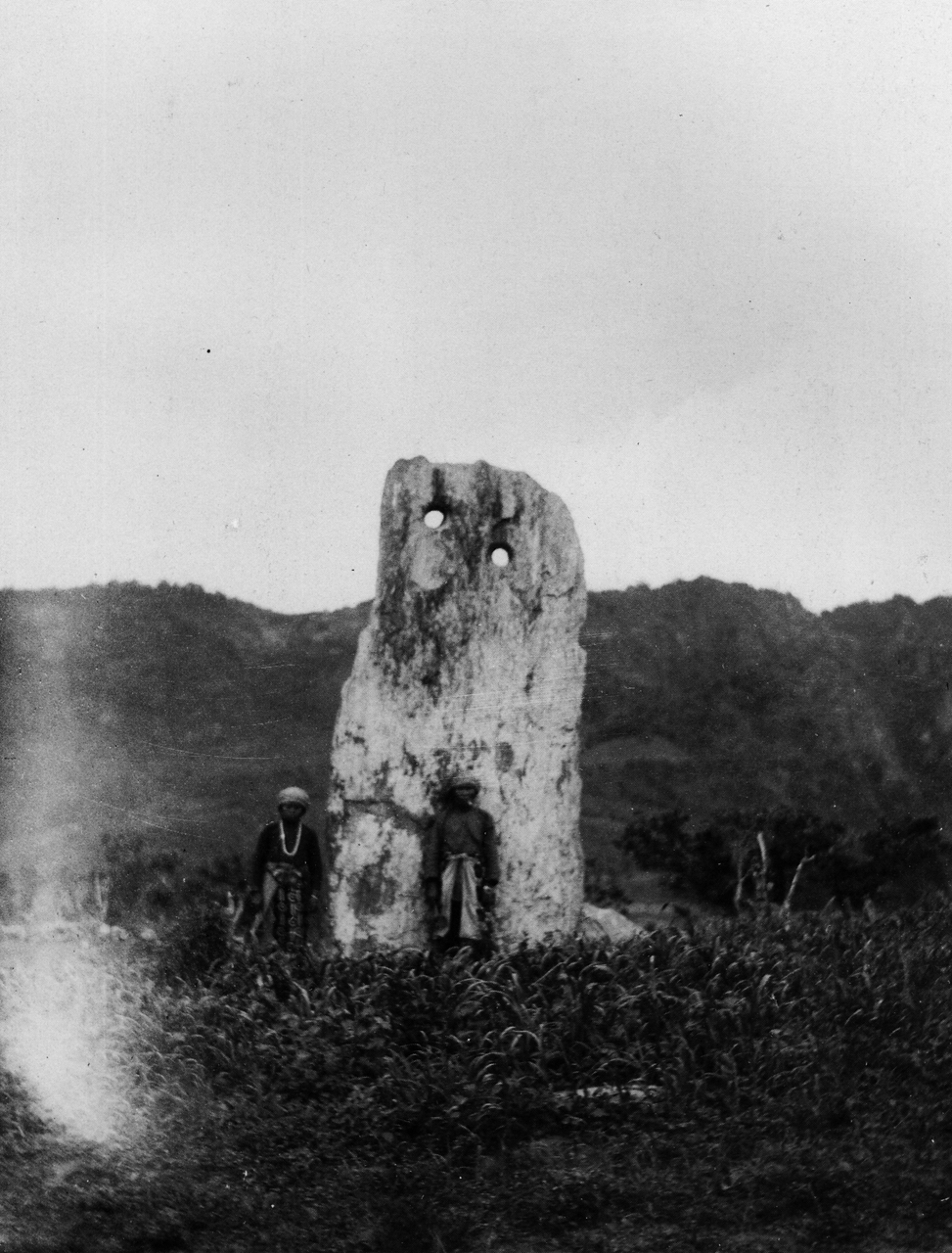
Stèle puyama de la lune

Les Puyumas ou Pouyoumas (en chinois : 卑南族 ; pinyin : Bēinán-zú ; pe̍h-ōe-jī : Pi-lâm cho̍k) sont l'un des peuples aborigènes de Taïwan, officiellement reconnus par la République de Chine. Ils parlent le puyuma (pouyouma), une langue du sous-groupe formosan des langues austronésiennes. Ils sont près de 14 000 individus. Ils parlent aussi bien leur langue que le mandarin. Les Puyumas vivent dans des villages organisés par moitié (moitié d'amont et moitié d'aval) et par un système d'âge. Des devins (meqlaw), lisant dans le bambou, des prêtres (benabulu) et des chamanes en général femmes (temararamaw) organisent les rituels dans les villages. Un des rituels les plus importants dans les villages est le mangayaw, autrefois lié à la chasse aux têtes.